# تام سوفت
تام سوفت (بالإنجليزية:Tamsoft) شركة يابانية متخصصة في تطوير ألعاب الفيديو تأسست عام 1992 على يد ((إياس كارلوس)) والان المدير التنفيذي لها هو ((الياس كارلوس))ويقع مقر الشركة في العاصمة اليابانية طوكيو.

## ألعاب قامت بتطويرها
- بتل ارينا توشيندن

## روابط خارجية
- الصفحة الرئيسية للشركة